# Paul la Cour
Paul Arvid Dornonville la Cour född 9 november 1902 i Rislev, död 20 september 1956 i Roskilde, var en dansk författare, översättare och kritiker.

## Biografi
Paul la Cour tillhörde den franskbördiga danska släkten la Cour. Han var sonson till Jørgen Carl la Cour och brorson till Vilhelm la Cour. Han var en uppburen skribent redan under mellankrigstiden, men mest betydande är hans efterkrigsproduktion.  Han debuterade 1922 med diktsamlingen Dagens alter varefter han flyttade till Paris där han bodde till 1930.
Hans huvudverk är Fragmenter af en dagbog som är en löst formulerad poetik och utkom 1948, men också i tidskriften Heretica, där de tre första kapitlen trycktes.
Bland hans poetiska skrifter är Levende Vande (1946) den mest uppskattade.

## Priser & utmärkelser
- Emma Bærentzens Legat